# Ovella de cua grossa
Les ovelles de cua grossa són un tipus d'ovella domèstica que es caracteritzen per les seves grans cues i parts posteriors. Aquestes ovelles són originàries de les zones d'Uruk i Ur, on s'han trobat els registres més antics sobre aquestes ovelles (3000 i 2400 aC respectivament), en atuells ceràmics i de pedra i mosaics. Una altra referència de l'antiguitat és la Biblia, on es descriu un sacrifici d'una ovella de cua grossa.
Les ovelles de cua grossa, malgrat tenir un origen a la zona de l'actual Iraq, es poden trobar de manera freqüent per tot l'Orient Mitjà, el Pakistan, l'Afganistan, l'Iran, el nord de l'Índia, l'oest de la Xina, l'Àsia central i algunes zones del nord d'Àfrica, així com Somàlia. Existeixen dues sub-varietats, les de cua llarga i les de cua ampla. La majoria de races d'ovella presenten cues amples, en les quals el greix s'acumula en dipòsits folgats en les parts posteriors de les ovelles, a ambdós costats de la cua i a les primeres 3 a 5 vèrtebres de la cua. En les races de cua llarga, el greix s'acumula a la mateixa cua, que pot créixer tant fins a ser arrossegada per terra i fins i tot dificultar la còpula. Les ovelles de cua grossa representen aproximadament el 25% de tota la població mundial d'ovelles.
Les ovelles de cua grossa són fortes i adaptables, capaces de suportar la dura vida del desert. Quan el menjar és abundant i els paràsits ho permeten, les ovelles de cua grossa poden presentar grans mides i creixements ràpids. El cos d'aquests animals és d'una bona qualitat per a l'alimentació, ja que la major part del greix es concentra a l'àrea de la cua. El pes total del greix pot arribar als 4,5 kg sobre un total de 27 de pes de l'animal.

## Usos

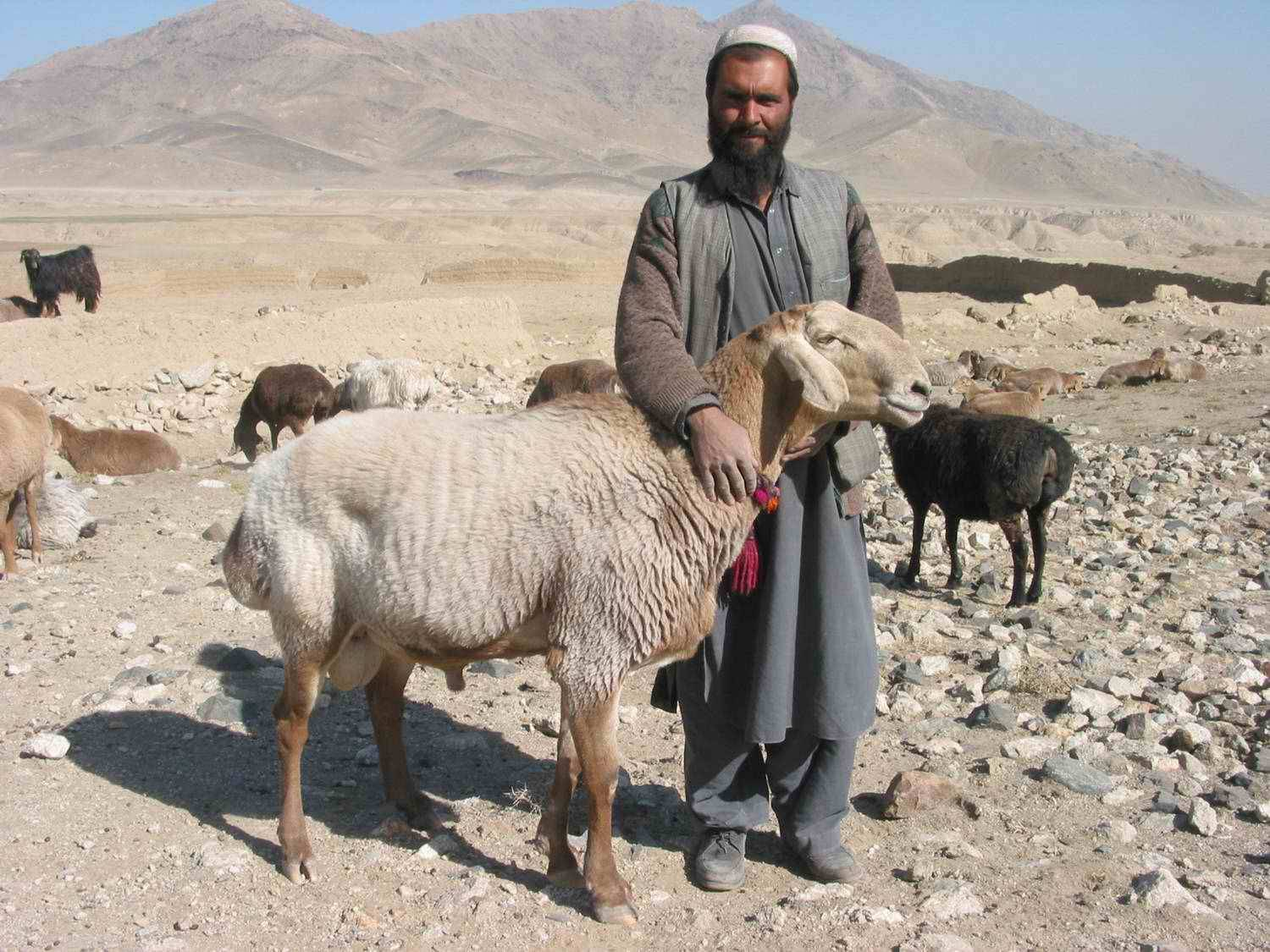
Un pastor amb una ovella de cua grossa a l'Afganistan.

Antigament, les ovelles només es criaven per la gran qualitat del greix que s'emmagatzemava a l'àrea de la cua i que s'usava àmpliament en la cuina àrab (on rep el nom d'elyah -ألية-) i persa. El greix de la cua encara s'usa actualment en la cuina moderna, sobretot en alguns països de l'Àsia central, malgrat que hi ha hagut una disminució important en el seu ús a conseqüència de l'augment de la popularitat d'altres greixos i olis. Algunes sub-varietats d'ovella de cua grossa no s'utilitzen pel greix sinó per la preuada pell, com és el cas de les ovelles karakul, o les awassi, molt comunes a l'Orient Mitjà i emprades per a la producció de llet.
La llana de les ovelles de cua grossa generalment és gruixuda i amb freqüència presenta fibres de diferents coloracions; aquesta no presenta un valor gaire elevat al mercat. Actualment s'empra per a la confecció de catifes, mantes i altres tipus de confeccions. La llana s'extreu de les ovelles esquilant-les d'un a dos cops per any amb esquiladores manuals; hi ha una certa reticència a usar eines elèctriques per la possible pèrdua de qualitat de la llana i la dificultat d'obtenir recanvis quan aquestes es desgasten o es fan malbé. El greix de les cues (també anomenat kurdyuk) s'usa per a aliments, dolços o sabons.